# كم كيونغ هي
كم كيونغ هي (و. 1946  م) هي سياسية، وضابطة كورية شمالية، ولدت في بيونغيانغ، هي عضوةٌ في حزب العمال الكوري.

## التعليم
تعلمت في جامعة كم إل سونغ، وتعلمت في جامعة موسكو الحكومية
.

## جوائز
حصلت على جوائز منها:

Order of Kim Jong Il ‏